# Sommet des Anges
Il Sommet des Anges  è una montagna di 2.459 m s.l.m. d'altitudine, situata a sud-ovest del colle del Monginevro e che fa parte delle Alpi Cozie nella sottosezione Alpi del Monginevro.

## Geografia

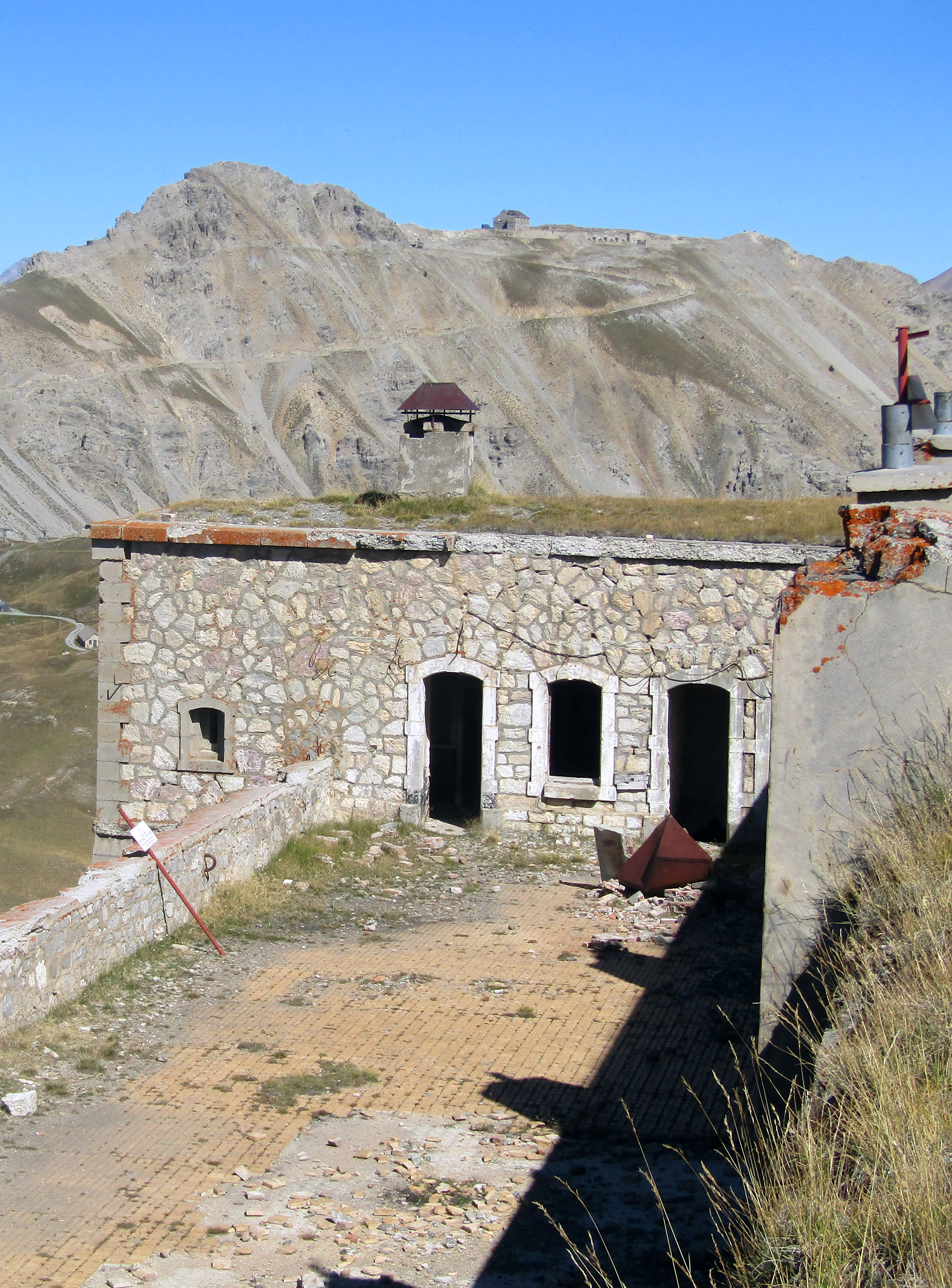
Il forte di Gondran e il Sommet de Château Jouan

Amministrativamente la montagna fa parte del Dipartimento delle Alte Alpi e si trova alla convergenza tra i territori comunali di Montgenèvre, Cervières e Val-des-Prés. Sulla cima si incontrano gli spartiacque che separano la parte più alta della Valle della Durance e quelle dei suoi affluenti Cerveyrette e Torrent du Vallon. A nord-ovest il crinale principale scende al colle Janus (2.347 m) per risalire al Sommet de Château Jouan; nella direzione opposta lo spartiacque perde quota fino ai 2.315 m del Colle Orientale di Gondran raccordandosi poi alla catena principale alpina in corrispondenza dello Chenaillet. Il crinale Cerveyrette/Torrent du Vallon si dirige invece a nord e dopo il rilievo a quota 2.377 m che ospita il Forte dell'Infernet va ad esaurirsi nei pressi di Briançon..

## Storia
La montagna a causa della sua vicinanza al Colle del Monginevro faceva parte del complesso sistema di difesa messo in opera dalla Francia nella zona del Briançonnais . Dopo Luigi XIV, dai forti Vauban alla Linea Maginot, l'opera di fortificazione della zona da parte dell'esercito francese non è praticamente mai stata cessata. Sul Sommet des Anges vennero costruite varie caserme e un massiccio forte, il Fort de Gondran, che fu potenziato in vista della seconda guerra mondiale con nuove fortificazioni sotterranee. Nel corso del conflitto la zona fu teatro di vari scontri tra le truppe italo-tedesche e quelle franco-marocchine. Oggi l'area fa parte del comprensorio sciistico della Via Lattea e la cima è raggiunta da una impianto funiviario chiamato Telésiège des Gondrans. Una strada militare sulla quale il traffico è vietato, detta chemin du Janus, passa nei pressi della cima.

## Accesso alla vetta

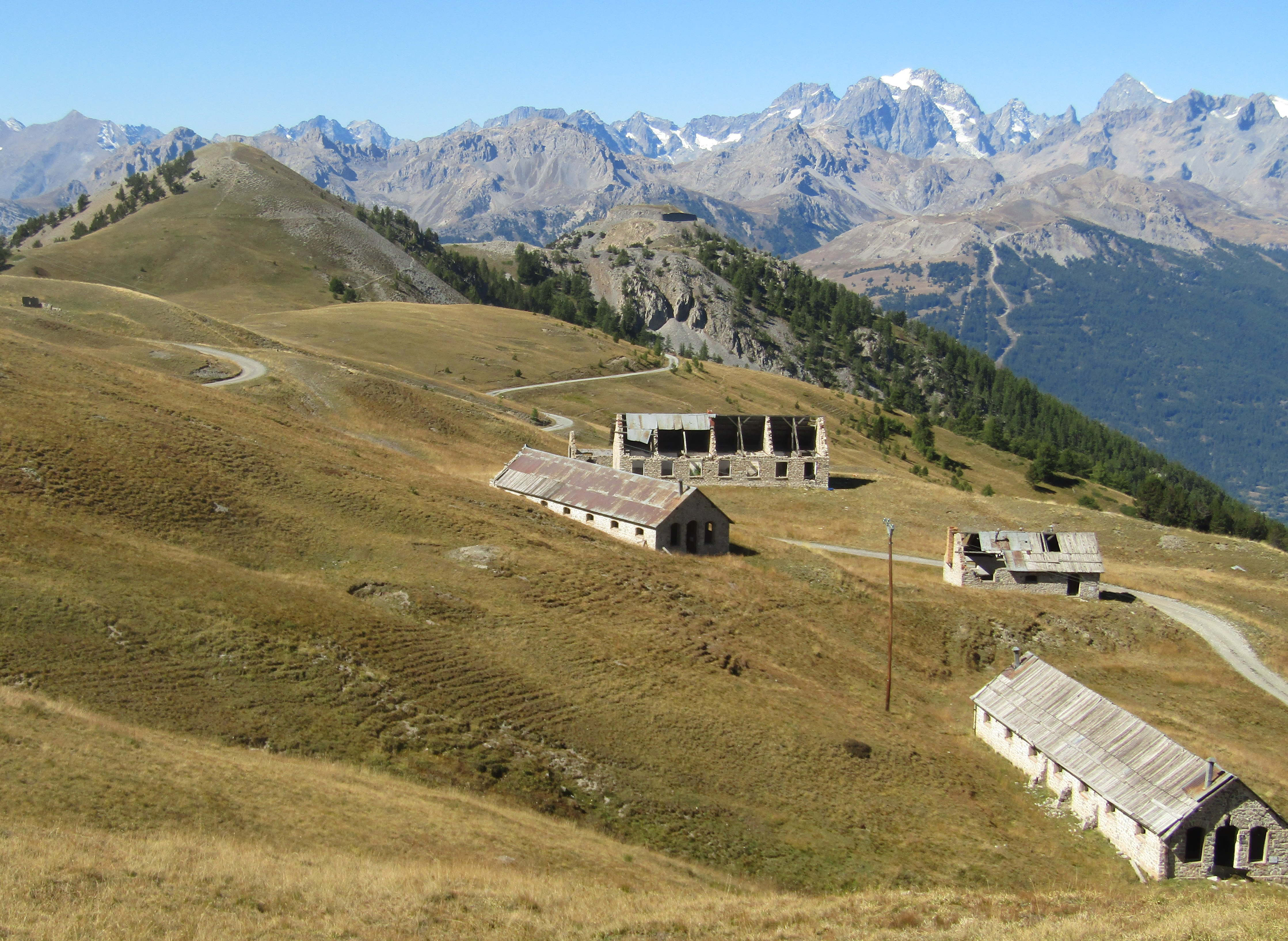
Le caserme a nord della cima e sullo sfondo il forte dell'Infernet

D'inverno si può raggiungere la cima con gli impianti di risalita. Durante la bella stagione le piste da sci e le strade di servizio sono percorse da itinerari per mountain bike ed escursionistici; la funivia funziona anche durante l'estate.

## Cartografia
- Cartografia ufficiale francese dell'Institut géographique national (IGN), (FR) consultabile online, su geoportail.gouv.fr.
- Istituto Geografico Centrale - Carta dei sentieri e dei rifugi scala 1:50.000 n. 1 Valli di Susa Chisone e Germanasca